# Breitspurbahn

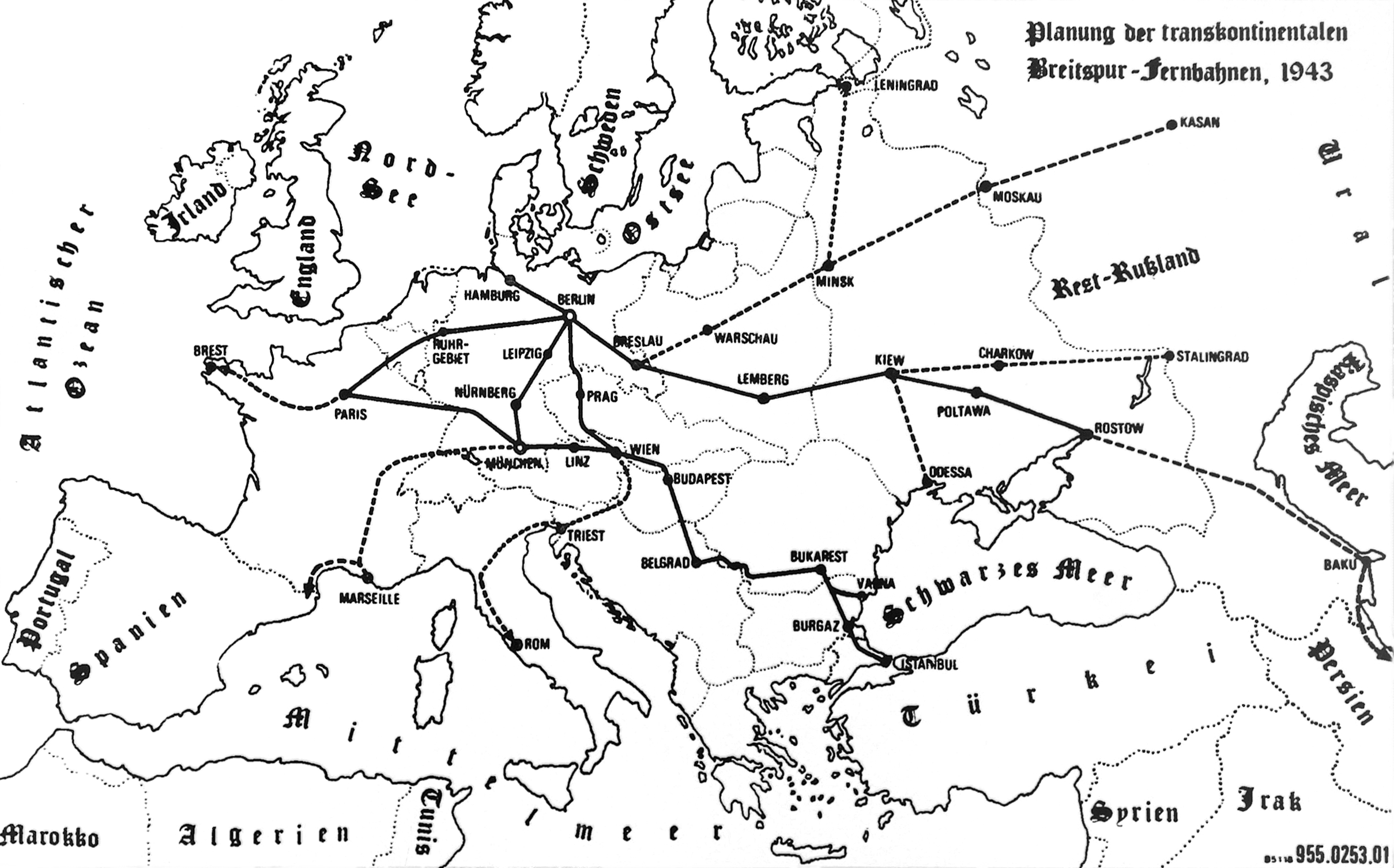
tracciati proposti per il 1943.

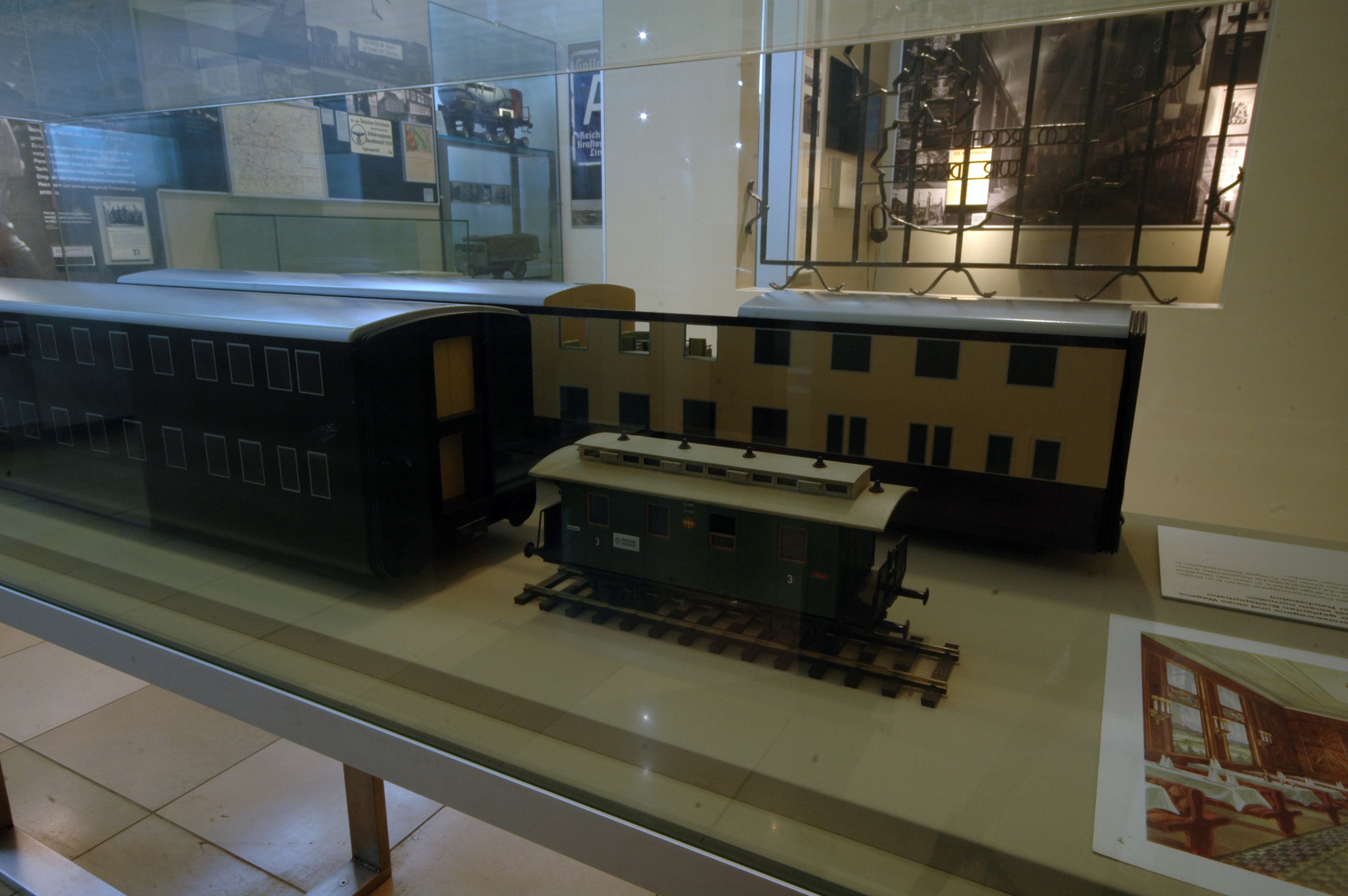
Modelli di vagoni a due piani presso il museo della Deutsche Bahn, a Norimberga.

La Breitspurbahn (traducibile in: ferrovia a scartamento largo) fu una ferrovia a scartamento largo progettata in Germania durante il periodo nazionalsocialista, un sogno personale di Adolf Hitler, che immaginava vagoni passeggeri a due piani ed enormi vagoni merci correre lungo ferrovie a scartamento di tre metri verso le principali città della Germania e dell'Europa.

## Storia
Dopo la prima guerra mondiale, a causa delle riparazioni dei danni di guerra che dovevano essere pagati ai Paesi vincitori, la Deutsche Reichsbahn, Società ferroviaria tedesca mancava del denaro per l'espansione e l'adeguata manutenzione della sua rete di tracciati e del materiale rotabile.
A seguito della vittoria nazionalsocialista alle elezioni del 1933, furono però preparati nuovi vasti piani di sviluppo delle infrastrutture e messi in atto i preparativi per la loro realizzazione. 
Poiché la capacità di trasporto civile, commerciale e militare si sarebbe dovuta incrementare per soddisfare le nuove esigenze del Paese, la Deutsche Reichsbahn si sarebbe trovata di fronte a gravi problemi di capacità di trasporto. Di qui la necessità di elaborare soluzioni ferroviarie innovative.
Nel maggio 1942, Hitler abbracciò con entusiasmo l'idea di Fritz Todt di costruire una nuova Reichsspurbahn, un sistema nazionale di linee ad alta velocità, alta capacità e grande scartamento.
Le obiezioni degli esperti ferroviari che prevedevano le difficoltà nell'introdurre uno scartamento incompatibile con l'infrastruttura esistente e che, invece, proponevano un sistema a quattro rotaie furono ignorati e Hitler ordinò personalmente che la Breitspurbahn fosse costruita a partire dalle linee iniziali tra Amburgo, Berlino, Norimberga, Monaco di Baviera e Linz.
Il progetto impegnò molte società tra cui la Krauss-Maffei, la Henschel, la Borsig, la BBC e la Krupp, ma, nei fatti a causa della guerra, non andò al di là della stesura dei progetti e della ispezione sul terreno dei futuri tracciati.

## Linee
Originalmente proposta con uno scartamento di 4 metri, il progetto della Breitspurbahn fu effettivamente sviluppato con uno scartamento di 3 metri. 
In particolare i progetti prevedevano la costruzione di un sistema formato da due muri paralleli di cemento armato con una base sulla quale erano fissati elasticamente i binari senza traversine in modo tale che il tracciato poteva essere utilizzato anche come strada per scopi militari.

## Materiale rotabile
Il progetto prevedeva locomotive ad 8 assi ad alte prestazioni lunghe 40 metri e alte 6. 
I convogli sarebbero stati dotati di ristorante, cinema, piscina, barbiere e sauna. 
Il treno avrebbe avuto una lunghezza di 500 metri con una capacità, secondo l'allestimento, tra i 2.000 e i 4.000 passeggeri e una velocità di circa 200 km/ora.
Furono proposti vari disegni per i vagoni e per le locomotive, sia a vapore che diesel con una potenza che andava dai 24.000 ai 40.000 cavalli vapore.

## Linee proposte
- Est-Ovest: Rostov - Stalino - Poltava - Kiev - Leopoli - Cracovia - Kattowitz - Breslavia - Cottbus - Welthauptstadt Germania (Berlino) - Hannover - Bielefeld - Ruhrgebiet - Aquisgrana - Liegi - San Quintino - Parigi.
- Nord-Sudest: Amburgo - Wittenberg - Welthauptstadt Germania (Berlino) - Lipsia - Gotha - Bamberga - Norimberga - Monaco di Baviera - Simbach am Inn - Linz - Vienna - Preßburg - Budapest - Belgrado - Bucarest - Varna/Burgas - Istanbul.
- Nord-Sud: Welthauptstadt Germania (Berlino) - Dresda - Ústí nad Labem - Praga - Jihlava - Znojmo - Vienna - Trieste - Roma.
- Est-Ovest 2: Monaco di Baviera - Augusta - Stoccarda - Karlsruhe - Metz - Reims - Parigi - Marsiglia - Spagna.